# Jill Johnson
Jill Johnson   (Ängelholm, 24 de maig de 1973) és una cantant sueca d'estil country.

## Trajectòria al Melodifestivalen (solo)
- 2003 - amb Crazy in Love (4a)[3]

## Discografia
- 1996 - Sugartree[4]
- 1998 - När hela världen ser på
- 2000 - Daughter of Eve
- 2001 - Good Girl
- 2003 - Discography 1996-2003
- 2004 - Roots and Wings
- 2005 - Being Who You Are
- 2005 - The Christmas in You
- 2007 - Music Row
- 2008 - Baby Blue Paper
- 2009 - Music Row II
- 2010 - The Well-Known And Some Other Favourite Stories
- 2010 - Baby Blue Paper Live
- 2011 - Flirting With Disaster
- 2011 - Välkommen jul
- 2012 - A Woman Can Change Her Mind
- 2013 - Duetterna
- 2014 - Livemusiken från Jills veranda
- 2014 - Songs for Daddy